# Ecthoea quadricornis
Ecthoea quadricornis là một loài bọ cánh cứng trong họ Cerambycidae.